# エジミウソン・ドス・サントス・シルバ
エジミウソン・ドス・サントス・シルバ（Edmílson dos Santos Silva, 1982年9月15日 - ）は、ブラジル出身のサッカー選手。ポジションはフォワード（FW）。

## 来歴
5歳の時にサッカーを始める。
15歳からSEパルメイラスの下部組織で育ち、19歳でトップデビュー。2003年ブラジル全国選手権2部にて12試合で7得点を挙げ、名門チームの1部復帰に貢献した。
2004年、Jリーグのアルビレックス新潟へ期限付き移籍し 得点を量産すると、2005年に約3億円の移籍金で完全移籍。新潟には2007年まで在籍。公式戦138試合出場・76得点を記録しエースとしてチームのJ1定着に貢献した。
2008年に浦和レッドダイヤモンズに完全移籍。加入当初は、チームへの適応に時間を要したことから、サポーターからブーイングや応援ボイコットを受けた時期もあったが、高原直泰らとのポジション争いを制し、コンスタントに得点を重ねチームの得点源として活躍した。また、前線での積極的なチェイシングにより守備面でも大きく貢献。2009年6月13日、ナビスコカップ第7節、対大宮戦で日本での通算100得点を達成。J1において新記録となる6シーズン連続10得点以上も達成した。2010年もエースストライカーとして君臨。J1通算200試合出場の節目の試合でもあった8月21日の対湘南ベルマーレ戦で2得点を挙げ、史上最年少でのJ1通算100得点を達成、初の20代で達成した選手となった。また自身が持つJ1連続10得点以上の記録を7シーズンに更新、チームの調子が上がらない中でもリーグ3位となる16得点を記録、自身初のリーグ戦全試合出場を果たした。
2011年、これまでの実績を買われ永井雄一郎が退団して以来欠番になっていた9番に背番号を変更してシーズンを迎えたが、カタールのアル・ガラファから正式オファーが届きクラブ間で合意。自身が望まない形で 離日し、アル・ガラファへ完全移籍することとなった。
2012年7月、アル・ガラファからFC東京に半年間の期限付き移籍。約1年ぶりのJリーグ復帰となった。ボールを引き出す動きには秀でたものを見せたが、試合勘の無さから 目立った活躍は出来ず、同年12月、契約期間満了により退団した。
2013年4月、母国ブラジルのCRヴァスコ・ダ・ガマへ移籍。翌2014年の州選手権では得点王に輝いた。2015年1月、レッドブル・ブラジルへ移籍し 州選手権でチーム得点王となった。同年4月、シャペコエンセへ移籍。
2015年7月、1年でのJ1復帰を目指すJ2・セレッソ大阪へ移籍。切り札としての期待には応えられずチームは昇格を逃し、同年限りで契約を満了し退団。
2016年1月、古巣レッドブル・ブラジルへ移籍。同年5月、スポルチ・レシフェへ移籍。

## 人物・エピソード
- 好物はラザニア[1]、チャーシューメン[4]、ハンバーガー。油断すると直ぐに太る体質らしく、サポーターを心配させている。
- ゴールを決めた後の動きは「エジダンス」「くねくねダンス」と言われている。
- 毎年得点王を狙うと明言している。
- 日本の生活にもなじみ、日本車を購入、スパイクには「エジ」と日本語の刺繍がしてある（なお、スパイクはそれまでのアディダス製からナイキ製に変更し、現在はプーマ製を使用している）。
- 「オレはエディ・マーフィに似ている」と気取っているが、周囲からは浦和在住のタレント、ボビー・オロゴン似と言われ、すぐに「ボビー・オロゴン」と自身の使用しているスパイクに日本語の刺繍を入れるというノリの良さを見せていた[23]。
- ヴァグネル・ラヴとはパルメイラス・ユース時代からの友人であり、彼が「ラヴ」というあだ名をつけられる原因となった事件にも関わっている[4]。

## 所属クラブ

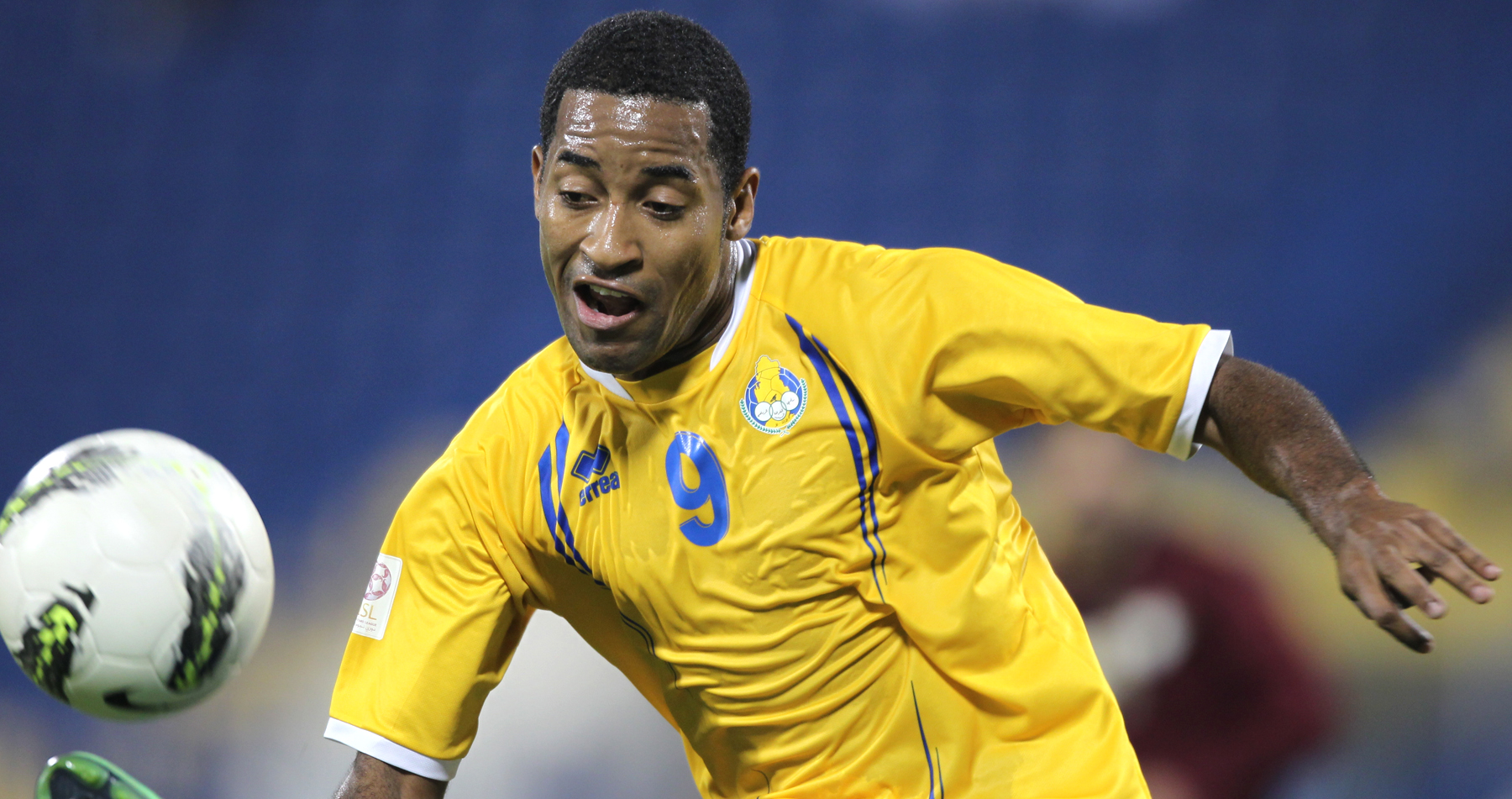
アル・ガラファ所属時 (2011年)

- 2001年 - 2004年  SEパルメイラス
  - 2004年  アルビレックス新潟 (期限付き移籍)
- 2005年 - 2007年  アルビレックス新潟
- 2008年 - 2011年6月  浦和レッドダイヤモンズ
- 2011年6月 - 2013年[2]  アル・ガラファ
  - 2012年7月 - 同年12月  FC東京 (期限付き移籍)
- 2013年4月[2] - 2014年  CRヴァスコ・ダ・ガマ
- 2015年1月 - 同年04月  レッドブル・ブラジル
- 2015年4月 - 同年07月  アソシアソン・シャペコエンセ・ジ・フチボウ
- 2015年7月 - 同年12月   セレッソ大阪
- 2016年1月 - 同年05月  レッドブル・ブラジル
- 2016年5月 - 2017年1月  スポルチ・レシフェ
- 2017年1月 - 同年05月  ECサント・アンドレ
- 2017年5月 -  レッドブル・ブラジル

## 個人成績
| 国内大会個人成績 | 国内大会個人成績   | 国内大会個人成績 | 国内大会個人成績 | 国内大会個人成績 | 国内大会個人成績 | 国内大会個人成績 | 国内大会個人成績 | 国内大会個人成績 | 国内大会個人成績 | 国内大会個人成績 | 国内大会個人成績 |
| 年度             | クラブ             | 背番号           | リーグ           | リーグ戦         | リーグ戦         | リーグ杯         | リーグ杯         | オープン杯       | オープン杯       | 期間通算         | 期間通算         |
| 年度             | クラブ             | 背番号           | リーグ           | 出場             | 得点             | 出場             | 得点             | 出場             | 得点             | 出場             | 得点             |
| ブラジル         | ブラジル           | ブラジル         | ブラジル         | リーグ戦         | リーグ戦         | ブラジル杯       | ブラジル杯       | オープン杯       | オープン杯       | 期間通算         | 期間通算         |
| ---------------- | ------------------ | ---------------- | ---------------- | ---------------- | ---------------- | ---------------- | ---------------- | ---------------- | ---------------- | ---------------- | ---------------- |
| 2001             | パルメイラス       |                  | セリエA          |                  |                  |                  |                  |                  |                  |                  |                  |
| 2002             | パルメイラス       |                  | セリエA          |                  |                  |                  |                  |                  |                  |                  |                  |
| 2003 (en)        | パルメイラス       | 11               | セリエB          | 12               | 7                |                  |                  |                  |                  |                  |                  |
| 日本             | 日本               | 日本             | 日本             | リーグ戦         | リーグ戦         | リーグ杯         | リーグ杯         | 天皇杯           | 天皇杯           | 期間通算         | 期間通算         |
| 2004             | 新潟               | 10               | J1               | 29               | 15               | 5                | 4                | 1                | 0                | 35               | 19               |
| 2005             | 新潟               | 10               | J1               | 33               | 18               | 6                | 4                | 1                | 0                | 40               | 22               |
| 2006             | 新潟               | 10               | J1               | 25               | 10               | 1                | 2                | 2                | 1                | 28               | 13               |
| 2007             | 新潟               | 10               | J1               | 29               | 19               | 5                | 3                | 1                | 0                | 35               | 22               |
| 2008             | 浦和               | 17               | J1               | 31               | 11               | 6                | 3                | 2                | 0                | 39               | 14               |
| 2009             | 浦和               | 17               | J1               | 33               | 17               | 7                | 3                | 1                | 0                | 41               | 20               |
| 2010             | 浦和               | 17               | J1               | 34               | 16               | 6                | 2                | 4                | 3                | 44               | 21               |
| 2011             | 浦和               | 9                | J1               | 12               | 3                | 1                | 1                | -                | -                | 13               | 4                |
| カタール         | カタール           | カタール         | カタール         | リーグ戦         | リーグ戦         | リーグ杯         | リーグ杯         | オープン杯       | オープン杯       | 期間通算         | 期間通算         |
| 2011-12 (en)     | アル・ガラファ     | 9                | QSL              | 10               | 4                |                  |                  |                  |                  |                  |                  |
| 日本             | 日本               | 日本             | 日本             | リーグ戦         | リーグ戦         | リーグ杯         | リーグ杯         | 天皇杯           | 天皇杯           | 期間通算         | 期間通算         |
| 2012             | FC東京             | 9                | J1               | 10               | 2                | 3                | 0                | 0                | 0                | 13               | 2                |
| ブラジル         | ブラジル           | ブラジル         | ブラジル         | リーグ戦         | リーグ戦         | ブラジル杯       | ブラジル杯       | オープン杯       | オープン杯       | 期間通算         | 期間通算         |
| 2013             | ヴァスコ・ダ・ガマ | 19               | セリエA          | 27               | 8                | 2                | 1                |                  |                  | 29               | 9                |
| 2014 (en)        | ヴァスコ・ダ・ガマ | 7                | RJ州             | 18               | 11               | 2                | 0                |                  |                  | 44               | 14               |
| 2014 (en)        | ヴァスコ・ダ・ガマ | 7                | セリエB          | 24               | 3                | 2                | 0                |                  |                  | 44               | 14               |
| 2015 (en)        | RBブラジル         | 9                | SP州             | 14               | 7                | -                | -                |                  |                  | 14               | 7                |
| 2015             | シャペコエンセ     | 57               | セリエA          | 7                | 0                | 0                | 0                |                  |                  | 7                | 0                |
| 日本             | 日本               | 日本             | 日本             | リーグ戦         | リーグ戦         | リーグ杯         | リーグ杯         | 天皇杯           | 天皇杯           | 期間通算         | 期間通算         |
| 2015             | C大阪              | 10               | J2               | 14               | 2                | -                | -                | 1                | 0                | 15               | 2                |
| ブラジル         | ブラジル           | ブラジル         | ブラジル         | リーグ戦         | リーグ戦         | ブラジル杯       | ブラジル杯       | オープン杯       | オープン杯       | 期間通算         | 期間通算         |
| 2016 (en)        | RBブラジル         |                  | SP州             | 13               | 1                | 2                | 2                |                  |                  | 15               | 3                |
| 2016             | スポルチ・レシフェ | 17               | セリエA          | 22               | 5                | -                | -                |                  |                  | 22               | 5                |
| 通算             | ブラジル           | ブラジル         | セリエA          | 56               | 13               | 2                | 1                |                  |                  | 58               | 14               |
| 通算             | ブラジル           | ブラジル         | セリエB          | 36               | 10               | 2                | 0                |                  |                  | 38               | 10               |
| 通算             | ブラジル           | ブラジル         | 州選手権         | 45               | 19               | 2                | 2                |                  |                  | 47               | 21               |
| 通算             | 日本               | 日本             | J1               | 236              | 111              | 40               | 22               | 12               | 4                | 288              | 137              |
| 通算             | 日本               | 日本             | J2               | 14               | 2                | -                | -                | 1                | 0                | 15               | 2                |
| 通算             | カタール           | カタール         | QSL              | 10               | 4                |                  |                  |                  |                  | 10               | 4                |
| 総通算           | 総通算             | 総通算           | 総通算           | 397              | 159              | 46               | 25               | 13               | 4                | 456              | 188              |

その他の公式戦
- 2015年
  - J1昇格プレーオフ 2試合0得点

| 国際大会個人成績 | 国際大会個人成績 | 国際大会個人成績 | 国際大会個人成績 | 国際大会個人成績 |
| 年度             | クラブ           | 背番号           | 出場             | 得点             |
| AFC              | AFC              | AFC              | ACL              | ACL              |
| ---------------- | ---------------- | ---------------- | ---------------- | ---------------- |
| 2008             | 浦和             | 17               | 4                | 2                |
| 通算             | AFC              | AFC              | 4                | 2                |

- 2004年3月13日：Jリーグ初出場 - J1第1節 vsFC東京 (味の素)[1]
- 2004年4月04日：Jリーグ初得点 - J1第3節 vs柏レイソル (柏の葉)[1]
- 2007年6月20日：Jリーグ100試合出場 - J1第16節 vs横浜FC (東北電力)
- 2010年8月21日：Jリーグ100得点・200試合出場 - J1第20節 vs湘南ベルマーレ (平塚)[9]
- 2011年9月16日：QSL初出場・初得点 - 第1節 vsカタールSC (アル・ガラファ)[24]

## タイトル
SEパルメイラス
- カンピオナート・ブラジレイロ・セリエB：1回 (2003) [2]

アル・ガラファ
- アミールカップ：1回 (2012) [2]

個人
- カンピオナート・カリオカ得点王：1回（2014）
- ターサ・グアナバラ得点王：1回 (2014)